# Khirkiya
Khirkiya (o Khirkian) è una suddivisione dell'India, classificata come nagar panchayat, di 17.483 abitanti, situata nel distretto di Harda, nello stato federato del Madhya Pradesh. In base al numero di abitanti la città rientra nella classe IV (da 10.000 a 19.999 persone).

## Geografia fisica
La città è situata a 22° 10' 0 N e 76° 50' 60 E e ha un'altitudine di 247 m s.l.m..

## Società

### Evoluzione demografica
Al censimento del 2001 la popolazione di Khirkiya assommava a 17.483 persone, delle quali 9.195 maschi e 8.288 femmine. I bambini di età inferiore o uguale ai sei anni assommavano a 2.615, dei quali 1.383 maschi e 1.232 femmine. Infine, coloro che erano in grado di saper almeno leggere e scrivere erano 11.850, dei quali 6.938 maschi e 4.912 femmine.